# Mungo Ponton
Mungo Ponton (Edimburgo, 20 novembre 1801 – Bristol, 3 agosto 1880) è stato un chimico scozzese, pioniere della fotografia.
Nel 1839 intuì la possibilità di utilizzare il bicromato di potassio nella fotografia, in concorrenza al cloruro d'argento, sostanza utilizzata dai procedimenti della dagherrotipia e della calotipia. Il bicromato, se unito a una sostanza organica come la gelatina, diviene sensibile alla luce, indurendo proporzionalmente alla luce assorbita. Il bicromato è anche più economico del sale d'argento e per questo venne utilizzato nella stampa fotomeccanica, grazie agli studi di Alphonse Poitevin.
Lo studio dei bicromati fu ripreso in seguito anche da William Fox Talbot, che se ne servì per sperimentare una forma primitiva di fotocalcografia.
Nel 1873 Ponton pubblicò il volume The Material Universe, in cui trattò la teoria ondulatoria della luce, l'utilizzo dello spettro luminoso come strumento per l'analisi chimica, e la luce polarizzata.
Propose l'utilizzo della carta fotografica calotipica per realizzare un termometro fotografico, principio applicabile anche al barometro. In pratica la carta fotografica era avvolta attorno a un cilindro e veniva esposta periodicamente alla luce di una lanterna a gas posta dietro un termometro al mercurio. L'ombra prodotta dal mercurio era impressa sulla carta e permetteva di misurarne il livello nel tempo.
Ponton fu nominato vice presidente della Society of Arts for Scotland.